# 日本貨物鉄道東海支社
日本貨物鉄道東海支社（にほんかもつてつどうとうかいししゃ）とは、日本貨物鉄道（JR貨物）の支社の一つ。所在地は、愛知県名古屋市中区錦三丁目1-1 十六銀行名古屋ビル10階。
国鉄時代の静岡と名古屋の鉄道管理局（一部区間は天王寺局）の貨物部門の流れを汲み、東海旅客鉄道（JR東海）のエリア内における鉄道貨物輸送を管轄する。

## 支店・営業所
- 支店
  - 静岡支店 - 静岡県静岡市駿河区池田字大黒坪346
  - 中京支店 - 愛知県名古屋市中川区掛入町3丁目4
- 営業支店
  - 富士営業所（静岡支店管轄） - 静岡県富士市本町1-7
  - 浜松営業所（静岡支店管轄） - 静岡県浜松市中央区森田町306-2
  - 岐阜営業所（中京支店管轄） - 岐阜県岐阜市今嶺4丁目18-1
  - 四日市営業所（中京支店管轄） - 三重県四日市市本町108-17

## 保有路線

### 第一種鉄道事業路線
| 線名   | 区間              | 営業キロ |
| ------ | ----------------- | -------- |
| 関西線 | 四日市駅 - 塩浜駅 | 3.3km    |

### 第二種鉄道事業路線
| 線名         | 区間                              | 営業キロ | 第一種鉄道事業者   | 備考                                    |
| ------------ | --------------------------------- | -------- | ------------------ | --------------------------------------- |
| 飯田線       | 豊橋駅 - 豊川駅                   | 8.7km    | 東海旅客鉄道       | 甲種輸送のみ                            |
| 飯田線       | 元善光寺駅 - 辰野駅               | 61.9km   | 東海旅客鉄道       | 定期貨物列車の運行なし                  |
| 関西線       | 名古屋駅 - 亀山駅                 | 59.9km   | 東海旅客鉄道       | 南四日市駅 - 亀山駅間は事業免許のみ保有 |
| 御殿場線     | 国府津駅 - 沼津駅                 | 60.2km   | 東海旅客鉄道       | 甲種輸送のみ                            |
| 武豊線       | 大府駅 - 東成岩駅                 | 16.3km   | 東海旅客鉄道       |                                         |
| 中央線       | 塩尻駅 - 名古屋駅                 | 174.8km  | 東海旅客鉄道       |                                         |
| 東海道線     | 熱海駅 - 米原駅                   | 341.3km  | 東海旅客鉄道       |                                         |
| 東海道線     | 南荒尾信号場 - 関ケ原駅           | 10.7km   | 東海旅客鉄道       | 旧・新垂井駅経由                        |
| 東海道線     | 南荒尾信号場 - 美濃赤坂駅         | 1.9km    | 東海旅客鉄道       |                                         |
| 西名古屋港線 | 名古屋駅 - 名古屋貨物ターミナル駅 | 5.1km    | 名古屋臨海高速鉄道 |                                         |

## 連絡会社線
- 衣浦臨海鉄道線
- 名古屋臨海鉄道線
- 三岐鉄道三岐線
- 西濃鉄道市橋線

## 車両工場
- 名古屋車両所

## 車両基地
- 愛知機関区（愛）

## 乗務員区所
- 稲沢機関区
- 静岡総合鉄道部

## 保全センター
- 東海保全技術センター

## 管内の駅
2024年4月1日現在の駅一覧。この書体で*印が付く駅は、コンテナ貨物の取扱駅。
- 飯田線
  - 豊川駅・元善光寺駅・沢渡駅
- 関西線
  - 四日市駅*・南四日市駅・塩浜駅
- 御殿場線
  - 下曽我駅・松田駅
- 中央線
  - 新守山駅・春日井駅*・多治見駅*
- 東海道線
  - 三島駅・沼津駅*・原駅・吉原駅・富士駅*・静岡貨物駅*・島田駅・磐田駅・西浜松駅*・豊橋駅・笠寺駅・名古屋駅・清洲駅・稲沢駅・岐阜貨物ターミナル駅*・穂積駅・近江長岡駅・美濃赤坂駅
- 西名古屋港線
  - 名古屋貨物ターミナル駅*
- オフレールステーション (ORS)
  - 豊橋ORS・刈谷ORS
- コンテナ営業所
  - 小牧コンテナ営業所

### 廃駅
- 1997年（平成9年）11月1日廃止 - 上片桐駅・八田駅
- 2001年（平成13年）3月31日廃止 - 南甲府駅・東花輪駅・西名古屋港駅
- 2002年（平成14年）4月1日廃止 - 清水駅・七久保駅
- 2006年（平成18年）4月1日廃止 - 御殿場駅・天竜川駅・枇杷島駅
- 2007年（平成19年）4月1日廃止 - 坂祝駅・美濃太田駅・飛騨一ノ宮駅・高山駅
- 2010年（平成22年）4月1日廃止 - 北岡崎駅
- 2016年（平成28年）4月1日廃止 - 多気駅・鵜殿駅
- 2024年（令和6年）4月1日廃止 - 名古屋港駅